# Pycnoglypta
Pycnoglypta — род стафилинид из подсемейства Omaliinae.

## Описание
Лоб над глазами с глубокими бороздками.

## Систематика
К роду относятся:
- Pycnoglypta aptera Campbell, 1983
- Pycnoglypta baicalica (Motschulsky, 1860)
- Pycnoglypta campbelli Gusarov, 1995
- Pycnoglypta cornuta Shavrin, 2010
- Pycnoglypta heydeni Eppelsheim, 1886
- Pycnoglypta lurida (Gyllenhal, 1813)
- Pycnoglypta maritima Gusarov, 1995